# 기아 스펙트라
기아 스펙트라(Kia Spectra)는 기아자동차에서 만든 준중형 승용차이다.

## 1세대(SD)

### 스펙트라(2000년 5월~2003년 11월)

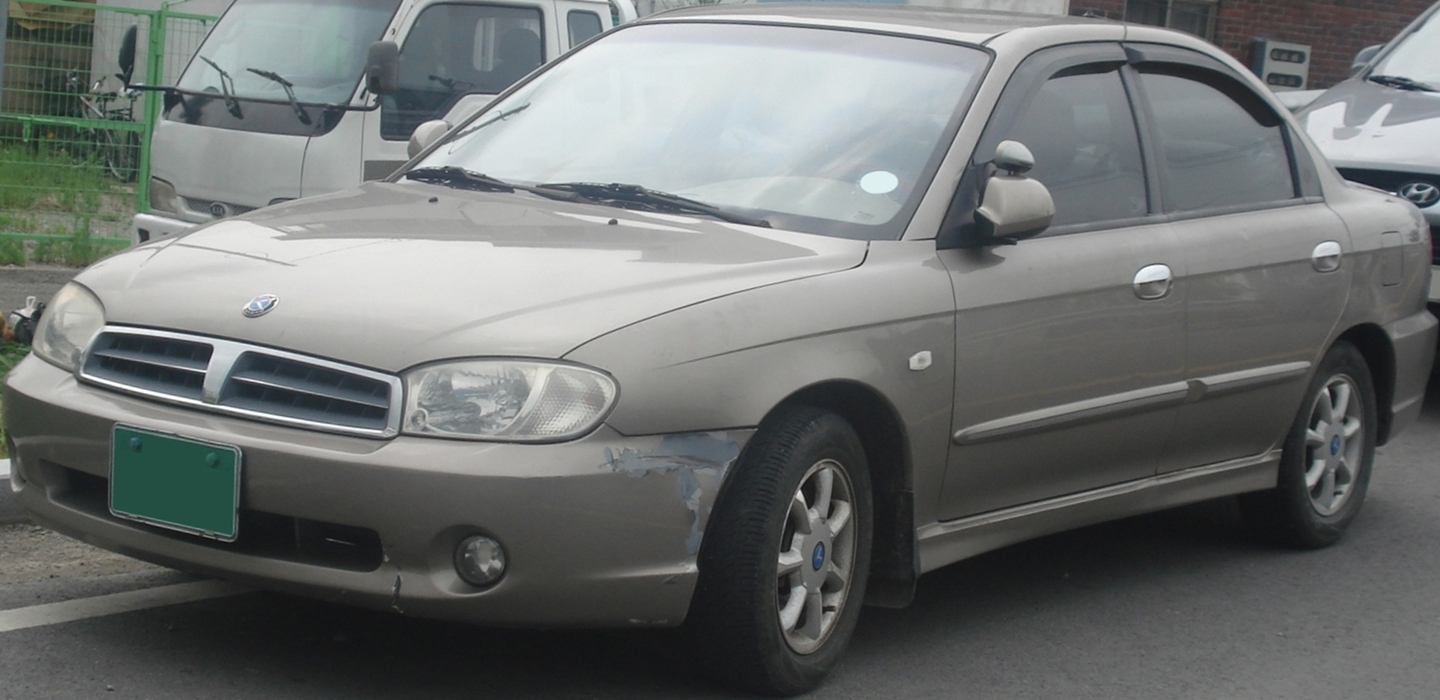
기아 스펙트라(전기형) 정측면

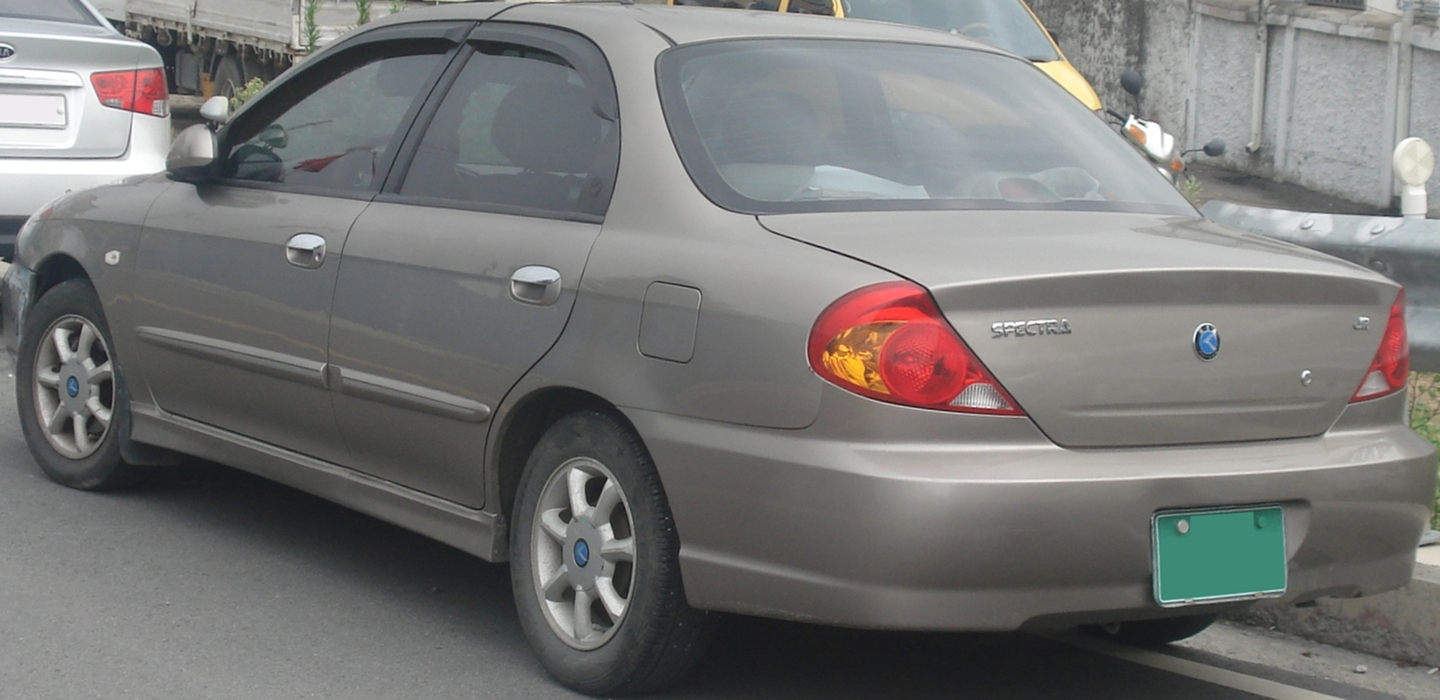
기아 스펙트라(전기형) 후측면

세피아2의 페이스 리프트 차종(세단)이고, 이후에 출시된 스펙트라 윙은 슈마의 페이스 리프트 차종(해치백)이다. 스펙트라는 2000년 5월 29일에 출시되었고, 같은 해 12월 18일 2001년형 스펙트라로 연식변경되었고, 2001년 7월 20일  모듈 일체형 핸즈프리, 운전석 에어백, 시트 벨트 프리텐셔너가 기본 적용된 업그레이드 스펙트라로 연식변경되었고, 같은 해 9월 10일에는 측면 방향 지시등이 주황색에서 하얀색으로 바뀌고 라디에이터 그릴이 부분변경되고 7 스포크 타입 알루미늄 휠이 신규 적용되고 도어 핸들에 크롬 도금이 적용되는 등의 개선이 이루어진 2002년형 스펙트라로 부분변경되었고, 2002년 10월 1일에 2003년형 스펙트라로 페이스 리프트되었다. 내장 컬러는 그레이에서 베이지로 바뀌었고, CDP 오디오와 스티어링 휠 오디오 리모컨 등을 기본 적용하였다. 또한 당시 광고 모델로 장나라를 내세웠다.  스펙트라 윙은 2000년 11월 2일에 출시되었고, 2001년 10월 24일에 리어 스포일러, 크롬 도금 도어 핸들, 7 스포크 타입 알루미늄 휠이 신규 적용되고, 측면 방향 지시등이 주황색에서 하얀색으로 바뀌고, 운전석 에어백을 기본 적용한 2002년형 스펙트라 윙으로 연식변경되었고, 2002년 10월 1일에 2003년형 스펙트라 윙으로 연식변경되었다. 2003년 11월 5일에 후속 차종인 쎄라토의 시판으로 인하여 단종되었으나, 스펙트라는 미국과 캐나다에서 쎄라토의 수출명으로 이용되었다. 이에 앞서 출시된 슈마 또한 미국과 캐나다에서 스펙트라로 판매되었다.

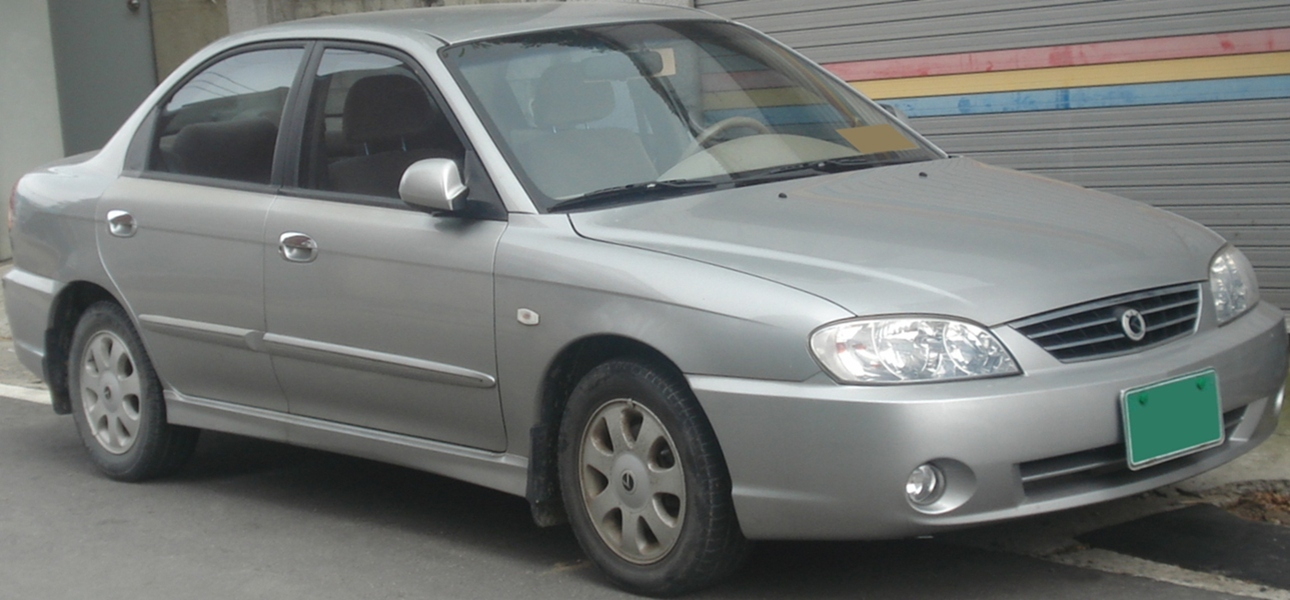
기아 스펙트라(후기형) 정측면
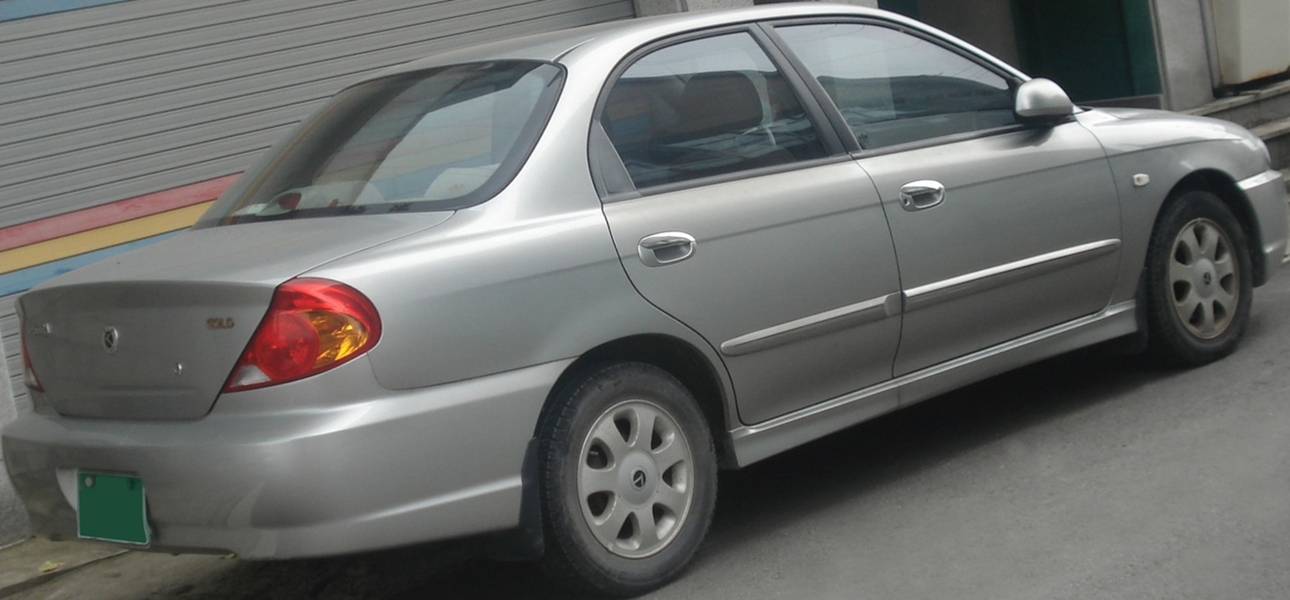
기아 스펙트라(후기형) 후측면
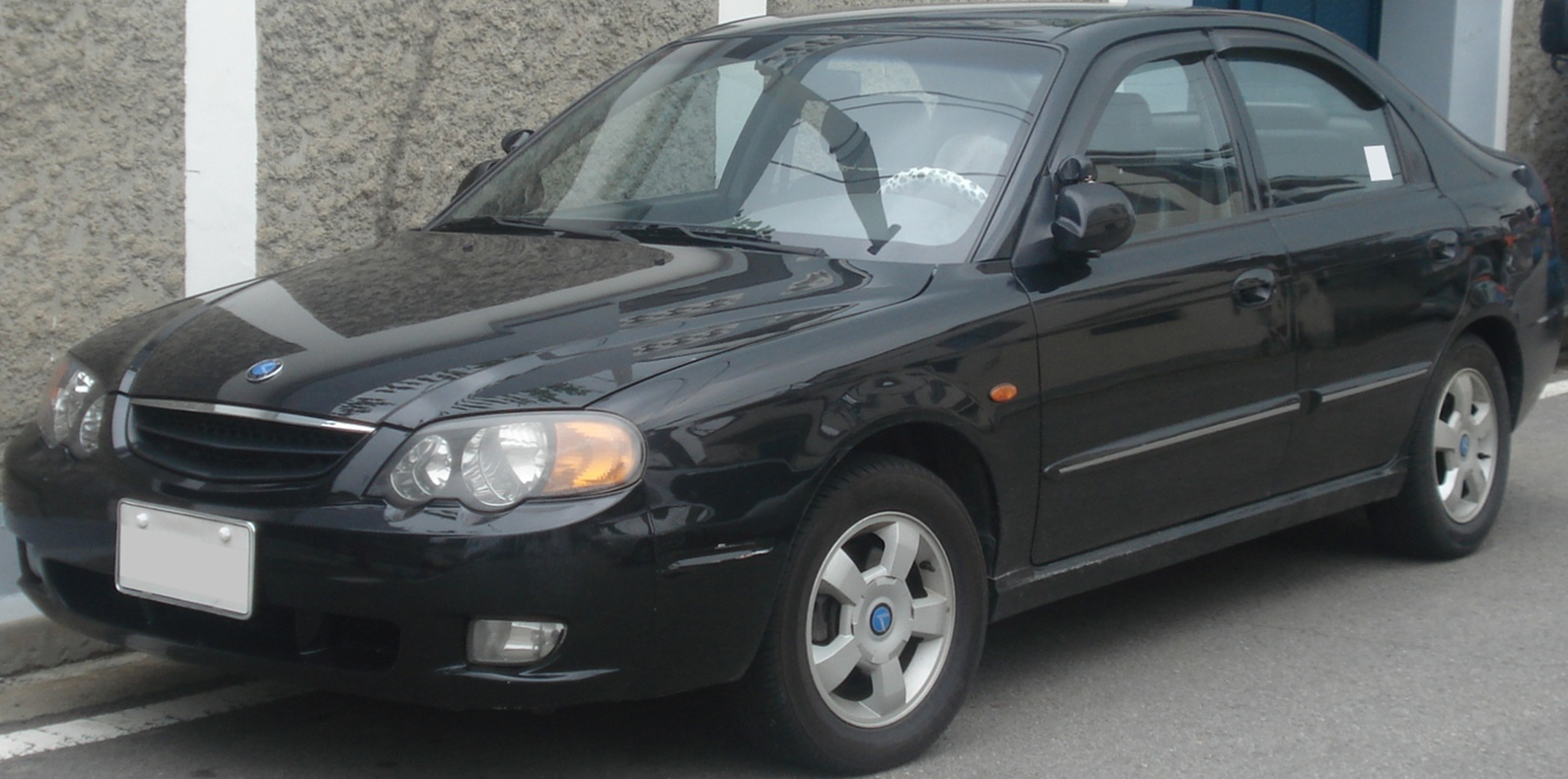
기아 스펙트라 윙 정측면
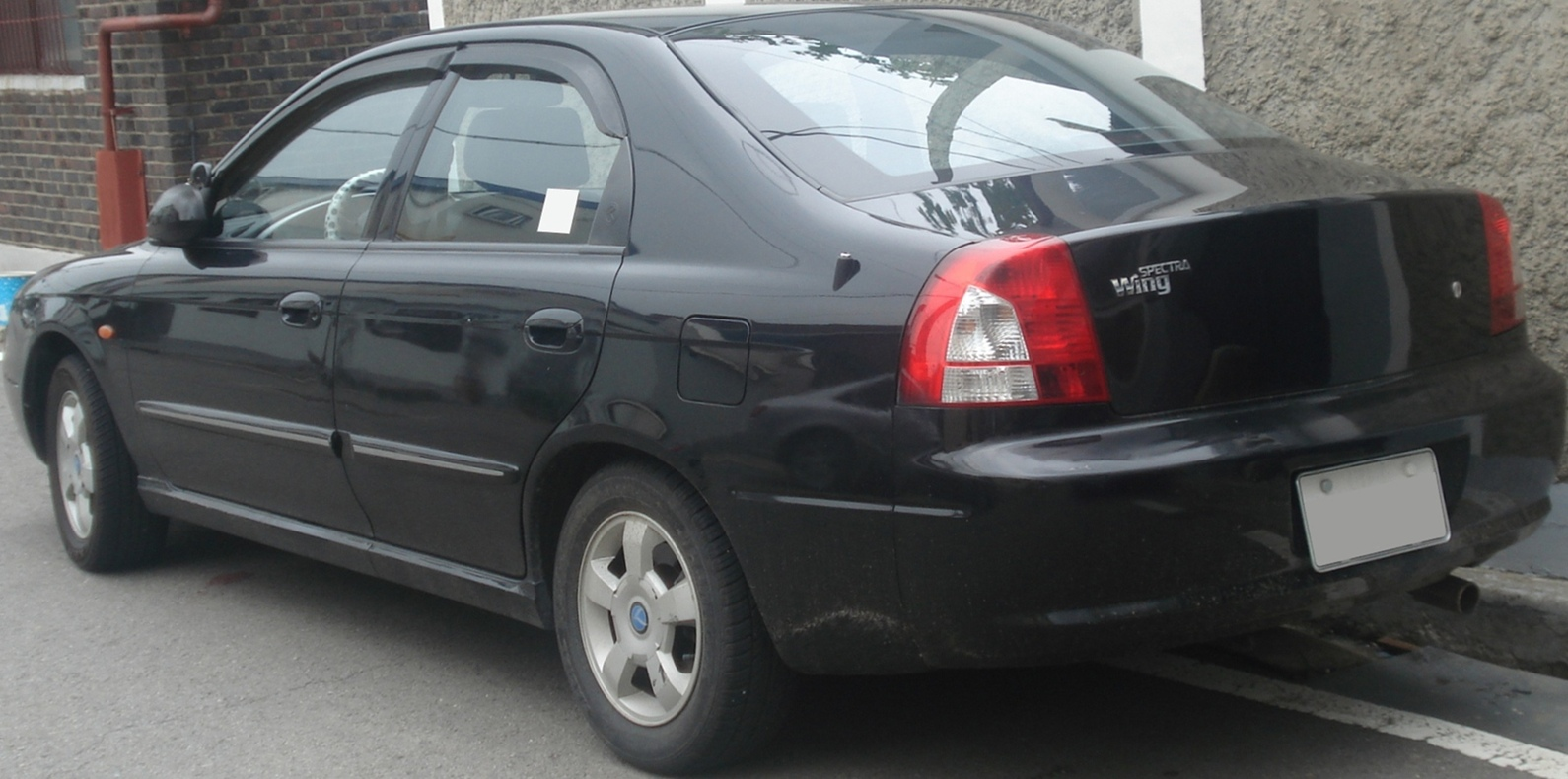
기아 스펙트라 윙 후측면

| 구분                 | 스펙트라 1.5L SOHC(2000년~2003년)                                           | 스펙트라 1.5L DOHC(2000년~2003년)                                             | 스펙트라 1.8L DOHC(2000년~2003년)                                            | 스펙트라 윙 1.5L SOHC(2000년~2002년) | 스펙트라 윙 1.5L DOHC(2000년~2003년)                                          | 스펙트라 윙 1.8L DOHC(2000년~2003년)                                         |
| -------------------- | --------------------------------------------------------------------------- | ----------------------------------------------------------------------------- | ---------------------------------------------------------------------------- | ------------------------------------ | ----------------------------------------------------------------------------- | ---------------------------------------------------------------------------- |
| 전장 (mm)            | 4,510                                                                       | 4,510                                                                         | 4,510                                                                        | 4,525                                | 4,525                                                                         | 4,525                                                                        |
| 전폭 (mm)            | 1,725                                                                       | 1,725                                                                         | 1,725                                                                        | 1,725                                | 1,725                                                                         | 1,725                                                                        |
| 전고 (mm)            | 1,425                                                                       | 1,425                                                                         | 1,425                                                                        | 1,425                                | 1,425                                                                         | 1,425                                                                        |
| 축거 (mm)            | 2,560                                                                       | 2,560                                                                         | 2,560                                                                        | 2,560                                | 2,560                                                                         | 2,560                                                                        |
| 윤거 (전, mm)        | 1,475                                                                       | 1,475                                                                         | 1,475                                                                        | 1,475                                | 1,475                                                                         | 1,475                                                                        |
| 윤거 (후, mm)        | 1,455                                                                       | 1,455                                                                         | 1,455                                                                        | 1,455                                | 1,455                                                                         | 1,455                                                                        |
| 승차 정원            | 5명                                                                         | 5명                                                                           | 5명                                                                          | 5명                                  | 5명                                                                           | 5명                                                                          |
| 변속기               | 수동 5단 자동 4단                                                           | 수동 5단 자동 4단                                                             | 수동 5단 자동 4단                                                            | 수동 5단 자동 4단                    | 수동 5단 자동 4단                                                             | 수동 5단 자동 4단                                                            |
| 서스펜션 (전/후)     | 맥퍼슨 스트럿/듀얼 링크                                                     | 맥퍼슨 스트럿/듀얼 링크                                                       | 맥퍼슨 스트럿/듀얼 링크                                                      | 맥퍼슨 스트럿/듀얼 링크              | 맥퍼슨 스트럿/듀얼 링크                                                       | 맥퍼슨 스트럿/듀얼 링크                                                      |
| 구동 형식            | 전륜 구동                                                                   | 전륜 구동                                                                     | 전륜 구동                                                                    | 전륜 구동                            | 전륜 구동                                                                     | 전륜 구동                                                                    |
| 엔진 형식            | S5E                                                                         | S5D                                                                           | TE                                                                           | S5E                                  | S5D                                                                           | TE                                                                           |
| 연료                 | 가솔린                                                                      | 가솔린                                                                        | 가솔린                                                                       | 가솔린                               | 가솔린                                                                        | 가솔린                                                                       |
| 배기량 (cc)          | 1,493                                                                       | 1,493                                                                         | 1,793                                                                        | 1,493                                | 1,493                                                                         | 1,793                                                                        |
| 최고 출력 (ps/rpm)   | 96/5,500 (이후 90/5,500으로 변경)                                           | 108/5,800 (이후 102/5,800으로 변경)                                           | 130/6,000 (이후 118/6,000, 126/6,000으로 변경)                               | 96/5,500                             | 108/5,800 (이후 102/5,800으로 변경)                                           | 130/6,000 (이후 118/6,000, 126/6,000으로 변경)                               |
| 최대 토크 (kg*m/rpm) | 14.0/2,800 (이후 13.5/2,800으로 변경)                                       | 14.5/4,500 (이후 13.9/4,500으로 변경)                                         | 17.0/4,500 (이후 16.1/4,500, 16.5/4,900으로 변경)                            | 14.0/2,800                           | 14.5/4,500 (이후 13.9/4,500으로 변경)                                         | 17.0/4,500 (이후 16.1/4,500, 16.5/4,900으로 변경)                            |
| 연비 (km/L)          | 16.2(수동 5단)/ 13.9(자동 4단) (이후 13.5(수동 5단)/ 11.4(자동 4단)로 변경) | 16.0(수동 5단)/ 13.7(자동 4단) (이후 13.6(수동 5단)/ 11.3(자동 4단)으로 변경) | 13.6(수동 5단)/ 11.7(자동 4단) (이후 10.9(수동 5단)/ 9.6(자동 4단)으로 변경) | 16.2(수동 5단)/ 13.9(자동 4단)       | 16.0(수동 5단)/ 13.7(자동 4단) (이후 13.6(수동 5단)/ 11.3(자동 4단)으로 변경) | 13.6(수동 5단)/ 11.7(자동 4단) (이후 10.9(수동 5단)/ 9.6(자동 4단)으로 변경) |